# 亚庇市湿地
亚庇市湿地是一处位于马来西亚的湿地，占地24公顷（59英亩）。该湿地位于里卡士区，位于该镇区东北约3公里处。马来西亚沙巴洲亚庇沿海地区曾经广泛分布有红树林，目前，亚庇市湿地是仅剩的小片红树林之一。目前亚庇市湿地是一个重要的自然保护区，1986年沙巴湿地保护委员会将该湿地列入20个选中的湿地名单之中。2016年12月，亚庇市湿地被认证为湿地公约的注册湿地。
该湿地不仅是多种野生动植物的栖息地，还在防洪、土壤养分循环等过程中发挥作用。

## 生态
该湿地生物资源丰富，栖息着多种野生鸟类等野生动物，以及多种植物。

### 植物
已确认该湿地内有32种红树（15种正红树和17种半混红树）。其他植物亦有分布，如南洋杉科，楝科，豆科，木麻黃科，夾竹桃科，樟科，五桠果科，棕榈科，苏铁科等。

### 野生动物
常见的鸟类
- 白鹭
- 绿鹭
- 白翅黑浮鷗
- 夜鹭
- 白腹秧雞
- 泽鹬
- 黑水鸡
- 栗苇鳽
- 红脚鹬

少见
- 秃鹳
- 棕夜鷺

一年某些时候可以见到
- 八哥
- 黃臀鵯
- 黄腹鹪莺
- 鵲鴝
- 南洋斑燕
- 珠颈斑鸠
- 白领翡翠
- 草鹭
- 綠鳩屬

## 外部連結
- 亚庇市湿地官方网站（页面存档备份，存于）
- 亚庇市湿地 - 湿地公约（页面存档备份，存于）